# Кугарчинська сільська рада
Кугарчи́нська сільська рада (рос. Кугарчинский сельский совет) — муніципальне утворення у складі Кугарчинського району Башкортостану, Росія. Адміністративний центр — село Кугарчі.

## Населення
Населення — 1166 осіб (2019, 1426 в 2010, 1617 в 2002).

## Склад
До складу поселення входять такі населені пункти:
| Населений пункт             | Населення, осіб (2002) | Населення, осіб (2010) |
| --------------------------- | ---------------------- | ---------------------- |
| Верхньомурсаляєво, присілок | 131                    | 126                    |
| Верхньосюрюбаєво, присілок  | 193                    | 188                    |
| Давлеткулово 1-е, присілок  | 79                     | 75                     |
| Єтебулак, присілок          | 134                    | 131                    |
| Кизилташ, присілок          | 0                      | 3                      |
| Красний Яр, присілок        | 56                     | 26                     |
| Кугарчі, село               | 917                    | 787                    |
| Семиріч'є, хутір            | 107                    | 90                     |